# Копер Канјон (Тексас)
Копер Канјон (енгл. Copper Canyon) град је у америчкој савезној држави Тексас. По попису становништва из 2010. у њему је живело 1.334 становника.

## Демографија
Према попису становништва из 2010. у граду је живело 1.334 становника, што је 118 (9,7%) становника више него 2000. године.
| Група             | 2000.         | 2010.         |
| Белци             | 1.141 (93,8%) | 1.203 (90,2%) |
| Афроамериканци    | 7 (0,6%)      | 27 (2,0%)     |
| Азијати           | 4 (0,3%)      | 23 (1,7%)     |
| Хиспаноамериканци | 49 (4,0%)     | 61 (4,6%)     |
| Укупно            | 1.216         | 1.334         |